# Santa Juana (kommun)
Santa Juana är en kommun i Chile.   Den ligger i provinsen Provincia de Concepción och regionen Región del Biobío, i den södra delen av landet, 500 km sydväst om huvudstaden Santiago de Chile.
I omgivningarna runt Santa Juana växer i huvudsak städsegrön lövskog. Runt Santa Juana är det ganska glesbefolkat, med 21 invånare per kvadratkilometer.